# Lucey, Côte-d'Or
Lucey là một xã ở tỉnh Côte-d'Or trong vùng Bourgogne, phía đông nước Pháp. Khu vực này có độ cao trung bình 372 mét trên mực nước biển.